# Alexij (Palicyn)
Alexij (světským jménem: Vasilij Michajlovič Palicyn; 16. srpna 1881, Dubrovka – 20. dubna 1952, Kujbyšev) byl ruský duchovní Ruské pravoslavné církve a arcibiskup kujbyševský a syzraňský.

## Život
Narodil se 16. srpna 1881 ve vesnici Dubrovka Rjazaňské gubernie v rodině kněze.
Roku 1903 dokončil Rjazaňský duchovní seminář. Studoval také na Charkovském veterinárním institutu.
Roku 1913 vstoupil do jednoho z kyjevských monastýrů. Následující rok byl postřižen na monacha a rukopoložen na hierodiakona a jeromonacha. Roku 1922 se stal představeným Donského monastýru.
Dne 1. února 1924 byl jmenován biskupem suzdalským a dočasným správcem vladimirské eparchie. Dne 4. února bylo jmenování zrušeno se zachováním funkce představeného Donského monastýru.
V letech 1924–1926 byl v exilu v Narymském kraji.
Dne 28. března 1926 byl rukopoložen na biskupa možajského a vikáře moskevské eparchie. Brzy byl zatčen a vězněn v Soloveckém táboře zvláštního určení, poté žil v exilu.
Dne 13. října 1941 jej patriarchální locum tenens metropolita Sergij (Stragorodský) jmenoval správcem moskevské eparchie v jeho nepřítomnosti, čestným představeným chrámu Sestoupení Ducha svatého na Danilovském hřbitově, arcibiskupem volokolamským a vikářem moskevské eparchie.
Od října 1941 do ledna 1942 byl správcem moskevské eparchie při evakuaci patriarchátu do Uljanovska.
Od roku 1942 působil jako arcibiskup kujbyševský.
V dubnu 1944 byl pověřen přijetím středoasijských renovacionistů zpět do církve.
Poslední dva roky před smrtí byl velmi nemocný. Zemřel 20. dubna 1952.